# Arteria gastrica sinistra

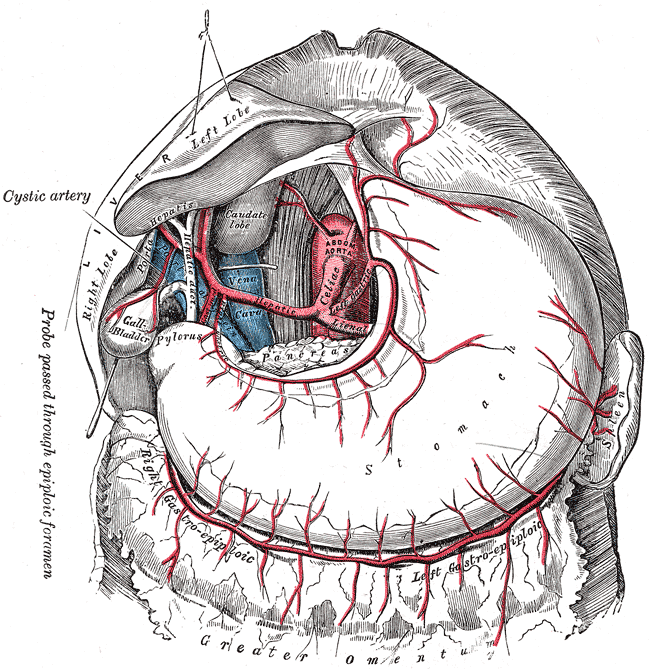
Aufzweigung des Truncus coeliacus

Die Arteria gastrica sinistra (deutsch linke Magenarterie) ist eine Schlagader der Bauchhöhle im Bereich des Oberbauchs. Sie ist einer der drei Hauptäste des Truncus coeliacus.
Die Arteria gastrica sinistra zieht zur oberen Portion der kleinen Kurvatur des Magens. Dort anastomosiert sie mit der gleichnamigen rechten Arterie (Arteria gastrica dextra) und versorgt mit ihr zusammen diesen Bereich der Magenwand. Außerdem entsendet sie Äste an die Speiseröhre (Rami oesophagei) und beteiligt sich somit an der Blutversorgung des unteren Abschnitts dieses Organs.
Als Variante ist sie bei 23 % der Menschen zudem an der Versorgung des linken Leberlappens beteiligt.